# سامسونگ گلکسی جی۵
سامسونگ گَلِکسی جی۵ (به انگلیسی: Samsung Galaxy J5) یک گوشی هوشمند با سیستم‌عامل اندروید از سری جی سامسونگ است.

## مشخصات
گوشی سامسونگ گلکسی جی۵ از پردازنده qualcomm snapdragon 410 بهره می‌برد همچنین سی‌پی‌یو آن چهار هسته‌ای 1.2 cortex-a35 می‌باشد و جی‌پی‌یو آن adreno 306 است. این دستگاه از حافظهٔ رَم ۱٫۵ گیگابایت بهره می‌برد که همیشه حدود ۲۰ تا ۳۰ درصد آن خالی است.

## معرفی
این گوشی اولین بار در تاریخ ژوئن ۲۰۱۵ معرفی شد و هم‌اکنون تولید آن متوقف شده‌است.

### صفحه‌نمایش
گلکسی جی۵ از یک صفحه نمایش فول‌اچ‌دی سوپر آمولد با تفکیک‌پذیری (720x1280 پیکسل) با تراکم پیکسل ۲۴۹ پیکسل در هر اینچ بهره می‌برد.

### دوربین
جی۵ دارای دوبین پشتی به کیفیت ۱۳ مگاپیکسل (1428x3096 پیکسل) است.
فوکوس خودکار، فلش LED، ثبت اطلاعات مکانی، فوکوس لمسی، تشخیص چهره و فیلم‌برداری 1080p با سرعت ۳۰ فریم بر ثانیه از دیگر امکانات آن می‌باشد.

#### دوربین سلفی
دوربین سلفی آن هم ۵ مگاپیکسل است که امکاناتی نظیر فلش ال‌ای‌دی، تشخیص دست برای گرفتن عکس از دور و تشخیص چهره دارد.

### سیستم عامل
سیستم‌عامل این گوشی اندروید ۵٫۱ می‌باشدکه از رابطه کاربری تاچ ویز سامسونگ بهره می‌برد و قابلیت ارتقا به اندروید ۶٫۰٫۱ را دارد.

### باتری
باتری این دستگاه li-ion 2600 mAh و قابل تعویض است.

## ویژگی‌های ویژه
- فلش دوربین جلو (front camera flash)
- راه‌اندازی سریع (Quick Launch)
- دستیار هوشمند (Smart Manager)
- حالت صرفه جویی در مصرف برق فوق‌العاده (Ultra Power Saving Mode)